# Fredrik Carlsson i Västervik
Carl Fredrik Carlsson (i riksdagen kallad Carlsson i Västervik), född 5 november 1818 i Bjurtjärns församling, Örebro län, död 9 maj 1903 i Varnums församling, Värmlands län, var en svensk handelsman och politiker. Han var även fransk konsularagent i Västervik fram till 1869.
Han företrädde borgarståndet i Västervik och Söderköping vid ståndsriksdagen 1859–1860 och 1862–1863 samt i Västervik och Vimmerby vid ståndsriksdagen 1865–1866. Carlsson var senare ledamot av riksdagens andra kammare 1867–1868, invald i Västerviks och Oskarshamns valkrets i Kalmar län.